# Numero (esercito romano)
Il numerus era un'unità delle truppe ausiliarie dell'esercito romano. Era costituita solitamente da un paio di centurie e poteva contare su circa 160 uomini o anche di più. Si trattava di truppe con forte connotazione indigena per utilizzo di abbigliamento, armamento e capacità di combattere: un esempio su tutti sono i famosi frombolieri delle baleari. 
Nel II secolo il numerus divenne permanente, costituito di indigeni poco latinizzati, reclutati a livello provinciale. Nel IV secolo si trovano moltissimi numeri nell'organico dell'esercito.